# Ingress (joc)
Ingress este un joc mobil, bazat pe locație cu realitate augmentată dezvoltat de Niantic. Jocul a fost lansat pentru dispozitivele Android pe 14 decembrie 2013 și pentru iOS pe 14 iulie 2014.
Jocul este free-to-play, utilizează un model de afaceri freemium și susține achizițiile în aplicații pentru elemente suplimentare în joc. Aplicația mobilă a fost descărcată de mai mult de 20 de milioane de ori în întreaga lume începând din noiembrie 2018.
Ingress folosește dispozitivul mobil GPS pentru a localiza și a interacționa cu „portalurile” care se află în apropierea locației din lumea reală a jucătorului. Portalurile reprezintă puncte de interes fizic în care se exprimă „creativitatea și inventivitatea umană”, care se manifestă adesea ca artă publică, cum ar fi statui și monumente, arhitectură unică, picturi în aer liber, clădiri istorice și alte expuneri ale realizării umane. Jocul folosește portalurile ca elemente ale unei istorii Științifico-fantastic împreună cu o narațiune deschisă continuă, oferită prin diferite forme de media.

## Locul unde se desfășoară activitate și intriga
O forță necunoscută, transdimensională, numită Materie Exotică (XM), a fost descoperită ca un produs secundar al cercetării bosonului Higgs (Large Hadron Collider) de către o echipă de oameni de știință de la CERN, în Elveția. Această substanță a fost asociată cu Shapers (Schimbă forma), un fenomen misterios sau o rasă extraterestră.
În joc, reacțiile umane la această descoperire se împart în două facțiuni cunoscute sub numele de Iluminații și Rezistență. Fracțiunea luminată îmbrățișează puterile lui XM de a depăși omenirea și crede că misiunea lor este de a ajuta la iluminarea omenirii prin valorificarea acestei energii. Fracțiunea de rezistență văd XM ca o forță rea care amenință omenirea și crede că misiunea lor este de a apăra rasa umană rezistând efectelor lui XM. Aceste două facțiuni sunt „părțile” sau „echipele” opuse în joc: Rezistența este reprezentată în joc de culoarea albastră și cea Iluminată de verde. Ambele echipe au avut în mod natural tendința de a se echilibra reciproc în populație.

## Modul de joc
Modul de joc al Ingress a fost descris ca având elemente de geocaching cu capturează steagul.

## Facțiuni

Captura de ecran din jocul Ingress ianuarie 2013

Captura de ecran (în dreapta) arată starea portalurilor în și în jurul Bucureștiului din 27 ianuarie 2013. 

Portalurile virtuale (cercuri cu spițe) și câmpurile (spațiile colorate) sunt suprapuse pe o hartă a spațiului real; verde reprezintă facțiunea Enlightened, albastru Resistance. Spațiul controlat de către cele două facțiuni se observă că este în favoarea albaștrilor (Resistance).

### Enlightened - Iluminații
Facțiunea Enlightened “încearcă să ajute Formatorii să se infiltreze pe Pământ. Adepții cred că formatorii aduc o iluminare puternică, care va ridica omenirea.”

### Resistance - Rezistența
Facțiunea Resistance “apăra Pământul de pătrunderea Formatorilor. Ei sunt priviți de unii ca fiind cu teamă de schimbare sau progres, dar Resistance este ferm în credința sa că aceasta este protejarea umanității.”

## Joc
Un jucator folosind aplicația pentru mobil i se prezintă o hartă care reprezintă zona din apropiere.hartă are un fundal negru; străzile și clădirile sunt reprezentate în gri, dar nu și numele. Vizibile pe hartă sunt portaluri, materia exotică (XM), link-uri, și câmpuri de control.
Pentru a interacționa cu obiecte pe hartă, un jucător trebuie să fie fizic în apropiere de locația lor.Clientul mobil reprezintă jucătorul ca un triunghi mic, înconjurat de un cerc care reprezintă perimetrul în care interacțiunea este posibilă.

### Portaluri
Factorii de decizie de joc au populat Pământul cu un număr mare de "Portaluri", vizibile pentru cei care utilizează software-ul jocului. Ele sunt de culoare verde, albastru, gri sau, în funcție dacă acestea sunt controlate de Enlightened, Resistance, sau nimeni. Ele sunt adesea asociate cu repere, cum ar fi sculpturi publice, biblioteci, și clădiri notabile.Densitatea de portaluri este de obicei cea mai mare în regiunile dens populate, în special părțile centrale ale orașelor mari.
Fiecare portal poate fi echipat cu până la opt Rezonatoare și patru Modernizări. Un portal nerevendicat nu are rezonatoare. Pentru a solicita un portal pentru o facțiune, un jucător implementează un rezonator pe el.
Jucătorii pot depune cereri pentru crearea de noi portaluri.

#### Rezonatoare
Un portal poate fi echipat cu până la opt rezonatoare, toate din aceeași facțiune; acea facțiune deține portalul. Rezonatoarele au niveluri, variind de la L1 la cel puțin L8. Un jucător poate implementa rezonatoare doar până la nivelul jucatorului propriu, și există reguli despre câte din fiecare nivel se pot implementa..
Un portal are, de asemenea, un nivel, care este în funcție de nivelurile de rezonatoare cu care este echipat. De exemplu, în cazul în care toate cele opt sunt L2, atunci portalul este, de asemenea L2. Cu toate acestea, un portal cu 3 L1, 1 L2, L3 și 4 de ar fi, de asemenea, L2.Nivelul unui portal controlează nivelul elementelor care pot fi obținute prin hacking, rezistenta la atacuri, și distanța maximă a link-urilor care pot fi construite între acesta și alte portaluri. Regulile limitează numărul de rezonatoare de înalt nivel pe care un jucător poate să le implementeze având efectul că jucătorii trebuie să lucreaze împreună ca să poată crea un portal de nivel superior decât oricare se poate face în mod individual.
Rezonatoarele, atunci când sunt instalate, sunt complet încărcate.Nivelul de încărcare se dezintegrează spontan în timp, la rata de aproximativ 10% pe zi, atunci când ajunge la zero, rezonatorul este distrus. Jucătorii pot reîncărca rezonatoare. Acest lucru poate fi, de asemenea, făcut de la distanță, în cazul în care jucătorul este în posesia cheii portalului respectiv.Eficacitatea unei reîncărcări de la distanță depinde de nivelul jucatorului si distanța de portal.

#### Modernizări (MODS)
Un portal poate fi echipat cu până la patru Modernizări. La sfârșitul anului 2012, singurele Modernizări disponibile erau Shields, care cresc rezistența la atacuri ale portalului.

### Exotic Matter (XM)
Numeroase interacțiuni cu portaluri necesită utilizarea XM, software-ul jocului oferă o afișare continuă a rezervelor XM ale jucătorului. XM este împrăștiată în întreaga hartă a lumii, reprezentată în clientul mobil de mici și strălucitoare pete aprinse flotante. În cazul în care rezervele de XM ale unui jucător nu sunt pline, orice XM care vine în perimetrul de interacțiune este absorbit și adăugat la rezerve. XM se găsește rar pe hartă, exceptând apropierea portalurilor, unde sunt grupuri dense.

### Obiecte
Un inventar poate include Rezonatoare, Bursters XMP, MODS, Cheile Portal, și Media. Acestea sunt obținute din portaluri prin "hacking", o operațiune prevăzută de clientul mobil atunci când jucătorul este în perimetrul de interacțiune. Aceasta consumă XM, durează câteva secunde pentru a finaliza, și randamentele zero sau mai multe elemente. Un jucător poate da hack portalurilor care aparțin facțiunii.Există limite despre cât de frecvent un jucător poate da hack unui portal.Dimensiunea inventarului a fost nelimitată în versiunile timpurii ale jocului, dar acum este limitat la 2000 de obiecte de la versiunea 1.12.5.

### Atacarea unui portal
Pentru a ataca un portal deținut de fracțiunea adversă, un jucător implementează un Burster XMP, folosind clientul mobil. Bursters XMP au nivele; un jucător poate implementa un burster, până la nivelul propriu jucatorului.Succesul atacului depinde de nivelurile relative ale bursterului XMP și a rezonatoarelor, indiferent dacă portalul este sau nu echipat cu scuturi, și locația fizică a atacatorului în raport cu rezonatoarele. Atacurile de succes reduc nivelurile de încărcare ale rezonatoarelor, atunci când acestea sunt reduse la zero, rezonatorul este distrus. Când toate cele opt rezonatoare sunt distruse, portalul devine gri, iar atacatorul poate pretinde pentru facțiunea sa prin implementarea de rezonatoare.
Un portal care se află sub atac se poate transforma în atacator asupra jucătorului ce atacă, aceasta epuizează rezervele XM ale jucătorului atacant.
Un jucător poate apăra un portal, care este atacat prin reîncărcarea rezonatoarelor și implementarea unor înlocuitori pentru rezonatoare distruse. Reîncărcarea unui portal poate fi realizat folosind clientul mobil pentru orice portal pentru care jucatorul are o cheie, chiar dacă jucătorul nu este aproape de portal în acel moment.

### Conectarea (Linking)
Un jucător în intervalul de interacțiune a unui portal îl poate conecta la un alt portal, în cazul în care jucătorul are o cheie pentru portalul destinație, în cazul în care conectarea nu se intersectează cu un link existent, precum și în cazul în care celălalt portal este în raza de acoperire a primul portal, care depinde de nivelul său. Portalul lângă care jucătorul este în picioare este numit portal de origine, în timp ce portalul care va fi conectat se numește portal destinație. Doar o cheie pentru portalul destinație este necesară. Cheia portalului de destinație atunci când un link este creat este consumată. 
Atunci când trei portaluri sunt legate într-un triunghi, acest lucru creează un câmp de control în cadrul triunghiului. Spațiul ocupat de câmp este revendicat pentru facțiunea jucatorului, care este recompensat cu un număr de MindUnits, în funcție de densitatea populației și mărimea lui.

### Niveluri
Jucătorii încep de la nivelul 1 și progresează prin niveluri prin acumularea de Puncte de Acțiune (AP); cel mai înalt nivel cunoscut este L16. Jucătorii primesc AP pentru hacking asupra portalurilor adverse, distrugerea de rezonatoare, instalarea de rezonatoare (cu puncte suplimentare pentru revendicarea unui portal cu primul rezonator și completarea acestuia cu al optulea), ruperea link-urilor, crearea de linkuri, precum și ruperea și crearea de câmpuri de control (Control Fields). 
Următoarele AP sunt primite pentru aceste acțiuni:
| Acțiune                                          | Puncte primite |
| ------------------------------------------------ | -------------- |
| Plasarea unui rezonator                          | 125            |
| Distrugerea unui rezonator                       | 75             |
| Crearea unei legături - link                     | 313            |
| Distrugerea unei legături - link                 | 187            |
| Crearea unui câmp de control - control field     | 1250           |
| Distrugerea unui câmp de control - control field | 750            |
| Plasarea unui scut - portal shield               | 150            |
| Plasarea primului rezonator într-un portal       | 500            |
| Plasarea ultimului rezonator într-un portal      | 250            |
| Hacking pe un portal inamic                      | 100            |
| Reâncărcarea unui portal                         | 10             |
| Upgrade rezonator                                | 65             |

### Parole - Passcodes
O dată sau de mai multe ori în fiecare zi, obiectele media sunt postate pe website-ul Niantic Project, care conțin jocuri puzzle de diferite forme. Rezolvarea de puzzle generează o parolă, o scurtă secvență de litere și numere, de exemplu, “3tf8aurat5y7z” sau “7qf4sitrepy7y6q”, care pot fi introduse în software-ul client pentru a primi bonusul XM, AP, și, uneori, articole. Parolele pot produce, de asemenea, elemente, care nu sunt prezentate în notificarea bonusului.

## Interfața utilizator
Clientii de mobil și web dispun de o schemă de culori în funcție de nivelul obiectului:
| Nivel | Culoare | Nume Culoare  |
| ----- | ------- | ------------- |
| 1     |         | goldenrod     |
| 2     |         | mandarină     |
| 3     |         | portocaliu    |
| 4     |         | roșu          |
| 5     |         | roz           |
| 6     |         | magenta       |
| 7     |         | violet        |
| 8     |         | violet închis |

## Versiuni
Ingress a fost lansat oficial pe 16 noiembrie 2012, susținut de o campanie on-line virală de marketing. Acesta a fost observat pentru prima dată pe noiembrie 8 și, de asemenea, alte eforturi anterioare au fost observate la evenimente, cum ar fi Comic Con din San Diego, pe 12 iulie 2012.
Angajații Google au testat jocul pentru cel puțin 6 luni. 
Acesta este în prezent în versiune beta închisă și disponibilă pentru descărcare gratuită de pe Google Play Store